# نویفرشاو
نویفرشاو (به آلمانی: Neuferchau) یک منطقهٔ مسکونی در آلمان است که در کلوتزه واقع شده‌است.
 نویفرشاو  ۴۲۲ نفر جمعیت دارد.